# Zayzun, Daraa
Zayzun (tiếng Ả Rập: زيزون, cũng đánh vần Zaizoun hoặc Zeizoun) là một thị trấn ở miền nam Syria, một phần hành chính của Tỉnh Daraa, nằm về phía tây bắc của Daraa trên biên giới Syria- Jordan. Ngôi làng nổi tiếng với thác nước và các địa điểm tự nhiên khác.

## Đường sắt Syria
Zayzun là điểm dừng chân cuối cùng của tuyến đường thứ cấp của Đường sắt Syria, nơi chủ yếu kết nối Damascus với Dera'a. 

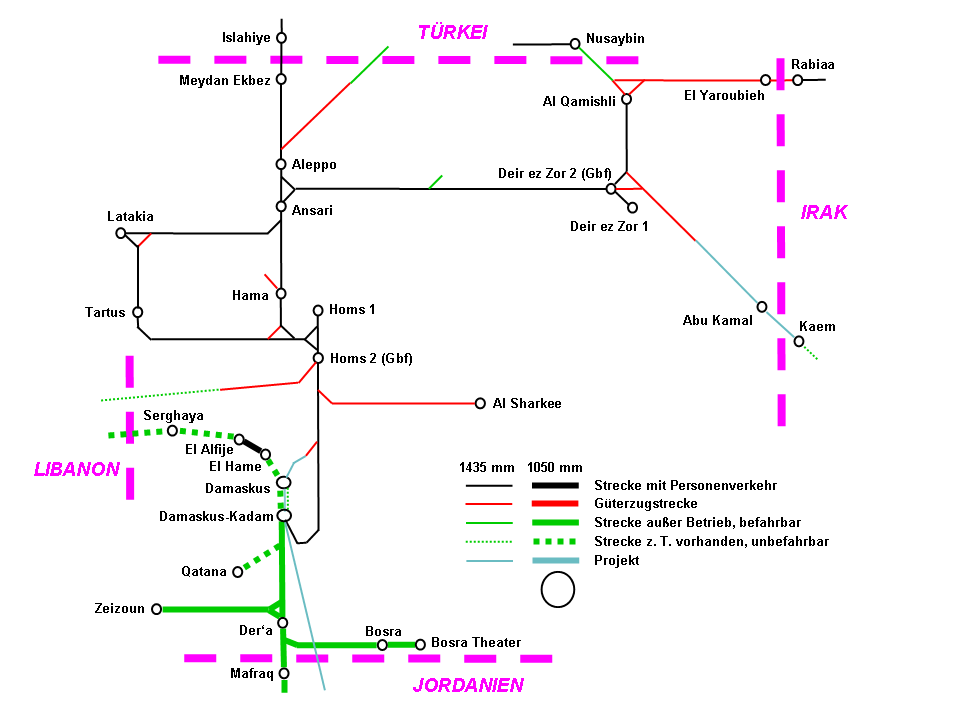
Zayzun nằm trên tuyến đường phía nam của Đường sắt Syria